# Grã-Bretanha nos Jogos Olímpicos de Inverno de 1994
A Grã-Bretanha mandou 32 competidores que disputaram oito modalidades nos Jogos Olímpicos de Inverno de 1994, em Lillehammer, na Noruega. A delegação conquistou 2 medalhas no total, sendo duas de bronze.